# Лема про змію
Лема про змію — інструмент, який використовується в математиці, особливо в гомологічній алгебрі, для побудови довгих точних послідовностей. Лема про змію є вірною в будь-якій абелевій категорії і відіграє ключову роль в гомологічній алгебрі і її застосуваннях, наприклад в алгебраїчної топології. Гомоморфізми, побудовані з її допомогою, зазвичай називають зв'язуючими гомоморфізмами.

## Формулювання
У абелевій категорії (такий як категорія абелевих груп або категорія векторних просторів над фіксованим полем), розглянемо комутативну діаграму:
рядки якої є точними послідовностями, а 0 — нульовий об'єкт.
Тоді існує точна послідовність, що зв'язує ядра і коядра відображень a, b і c:
{\displaystyle \ker a~{\color {Gray}\longrightarrow }~\ker b~{\color {Gray}\longrightarrow }~\ker c~{\overset {d}{\longrightarrow }}~\operatorname {coker} a~{\color {Gray}\longrightarrow }~\operatorname {coker} b~{\color {Gray}\longrightarrow }~\operatorname {coker} c}
де d — гомоморфізм, що називається зв'язуючим гомоморфізмом.
Більш того, якщо морфізм f є мономорфізмом, то і морфізм {\displaystyle \operatorname {ker} a~{\color {Gray}\longrightarrow }~\operatorname {ker} b} — мономорфізм, і якщо g'  є епіморфізмом, то і {\displaystyle \operatorname {coker} b~{\color {Gray}\longrightarrow }~\operatorname {coker} c} — епіморфізм.

## Пояснення назви
Щоб пояснити походження назви леми, уявімо наведену вище діаграму наступним чином:
і зауважимо, що точна послідовність, існування якої стверджується у лемі, має форму повзучої змії.

## Побудова відображень
Відображення між ядрами і відображення між коядрами природним чином індукуються даними (горизонтальними) відображеннями зважаючи на комутативність діаграми. Точність двох індукованих послідовностей природним чином випливає з точності рядків вихідної діаграми. Важлива частина твердження леми полягає в існуванні зв'язуючого гомоморфізму d, що включається в точну послідовність.
У випадку абелевих груп або модулів над деякими кільцем, відображення d може бути побудовано в такий спосіб:
Виберемо елемент x з ker c і розглянемо його як елемент C; так як g є сюр'єктивним, то існує y з B, такий, що g(y) = x. З огляду на комутативність діаграми, ми маємо g' (b(y)) =c(g(y)) =c(x) = 0 (так як x лежить в ядрі c), і отже b(y) лежить в ядрі g' . Так як нижній рядок є точним, то існує елемент z з A' , такий, що f' (z) = b(y). Елемент z є єдиним зважаючи на ін'єктивність  f' . Тоді можна задати d(x) = z + im(a). Залишається перевірити, що d є коректно визначеним (тобто d(x) залежить тільки від x, а не від вибору y), що він є гомоморфізмом і що одержана послідовність є точною.
Якщо це зробити, теорема буде доведена для абелевих груп або для модулів над кільцем. У загальному випадку доведення можна переформулювати в термінах властивостей стрілок. Інший спосіб ведення — використання теореми Мітчела про вкладення.

## Натуральність точної послідовності
В застосуваннях, часто потрібно довести, що отримана довга точна послідовність є "натуральною" (в розумінні натуральних перетворень). Ці властивості випливають із натуральності послідовності у лемі про змію.
А саме, якщо маємо комутативну діаграму
в якій усі рядки є точними, то лему про змію можна застосувати для "передньої" і "задньої частин діаграм", отримавши дві довгі точні послідовності. Ці точні послідовності пов'язані комутативною діаграмою

## Застосування: точні послідовності ланцюгових комплексів
Нехай дано точну послідовність ланцюгових комплексів:
{\displaystyle 0\;{\xrightarrow {}}\;K\;{\xrightarrow {F}}\;L\;{\xrightarrow {G}}\;M\;{\xrightarrow {}}\;0}
із гомоморфізмами ланцюгових комплексів {\displaystyle F,G.}
Точність послідовності в даному випадку означає, що усі відповідні послідовності модулів
{\displaystyle 0\;{\xrightarrow {}}\;K_{n}\;{\xrightarrow {F_{n}}}\;L_{n}\;{\xrightarrow {G_{n}}}\;M_{n}\;{\xrightarrow {}}\;0}
є точними.
Одним із найважливіших наслідків леми про змію, що широко використовується у гомологічній алгебрі і алгебричній топології є твердження про те, що за таких умов існують гомоморфізми {\displaystyle \partial _{n}:H_{n}(M)\to H_{n-1}(K),}які є частиною довгої точної послідовності:
{\displaystyle \ldots {\xrightarrow {}}\;H_{n}(K)\;{\xrightarrow {F_{n}}}\;H_{n}(L)\;{\xrightarrow {G_{n}}}\;H_{n}(M)\;{\xrightarrow {\partial _{n}}}H_{n-1}(K)\;{\xrightarrow {}}\ldots }

### Доведення
Зважаючи на умови точності послідовності ланцюгових комплексів, одержується комутативна діаграма:
{\displaystyle {\begin{array}{ccccccccc}0&\to &K_{n}&{\xrightarrow {F_{n}}}&L_{n}&{\xrightarrow {G_{n}}}&M_{n}&\to &0\\&&d'_{n}\downarrow \quad &&d_{n}\downarrow \quad &&d''_{n}\downarrow \quad &&\\0&\to &K_{n-1}&{\xrightarrow {F_{n-1}}}&L_{n-1}&{\xrightarrow {G_{n-1}}}&M_{n-1}&\to &0\end{array}}}
в якій рядки є точними послідовностями.
Звідси одержується комутативна діаграма
{\displaystyle {\begin{array}{ccccccccc}&&{\frac {K_{n}}{B_{n}(K)}}&{\xrightarrow {F_{n}}}&{\frac {L_{n}}{B_{n}(L)}}&{\xrightarrow {G_{n}}}&{\frac {M_{n}}{B_{n}(M)}}&\to &0\\&&{\bar {d'_{n}}}\downarrow \quad &&{\bar {d_{n}}}\downarrow \quad &&{\bar {d''_{n}}}\downarrow \quad &&\\0&\to &Z_{n-1}(K)&{\xrightarrow {F_{n-1}}}&Z_{n-1}(L)&{\xrightarrow {G_{n-1}}}&Z_{n-1}(M)&&\end{array}}}
У цій діаграмі вертикальні відображення породжуються граничними відображеннями ланцюгових комплексів. Наприклад {\displaystyle {\bar {d_{n}}}:{\frac {L_{n}}{B_{n}(L)}}\to Z_{n-1}(L)}визначається як:
{\displaystyle {\bar {d_{n}}}(\alpha +B_{n}(L))=d_{n}(\alpha ).}
Очевидно {\displaystyle \ker {\bar {\partial _{n}}}=H_{n}(L)} і {\displaystyle \operatorname {coker} {\bar {\partial _{n}}}=H_{n-1}(L),} тому з леми про змію відразу випливає існування гомоморфізмів {\displaystyle \partial _{n}.}